# Hoplosternum
Hoplosternum es un género de peces de agua dulce de la familia Callichthyidae en el orden Siluriformes. Habitan aguas cálidas y templado-cálidas de América del Sur. Las especies de Hoplosternum crecen hasta alrededor de 24 centímetros como máximo.

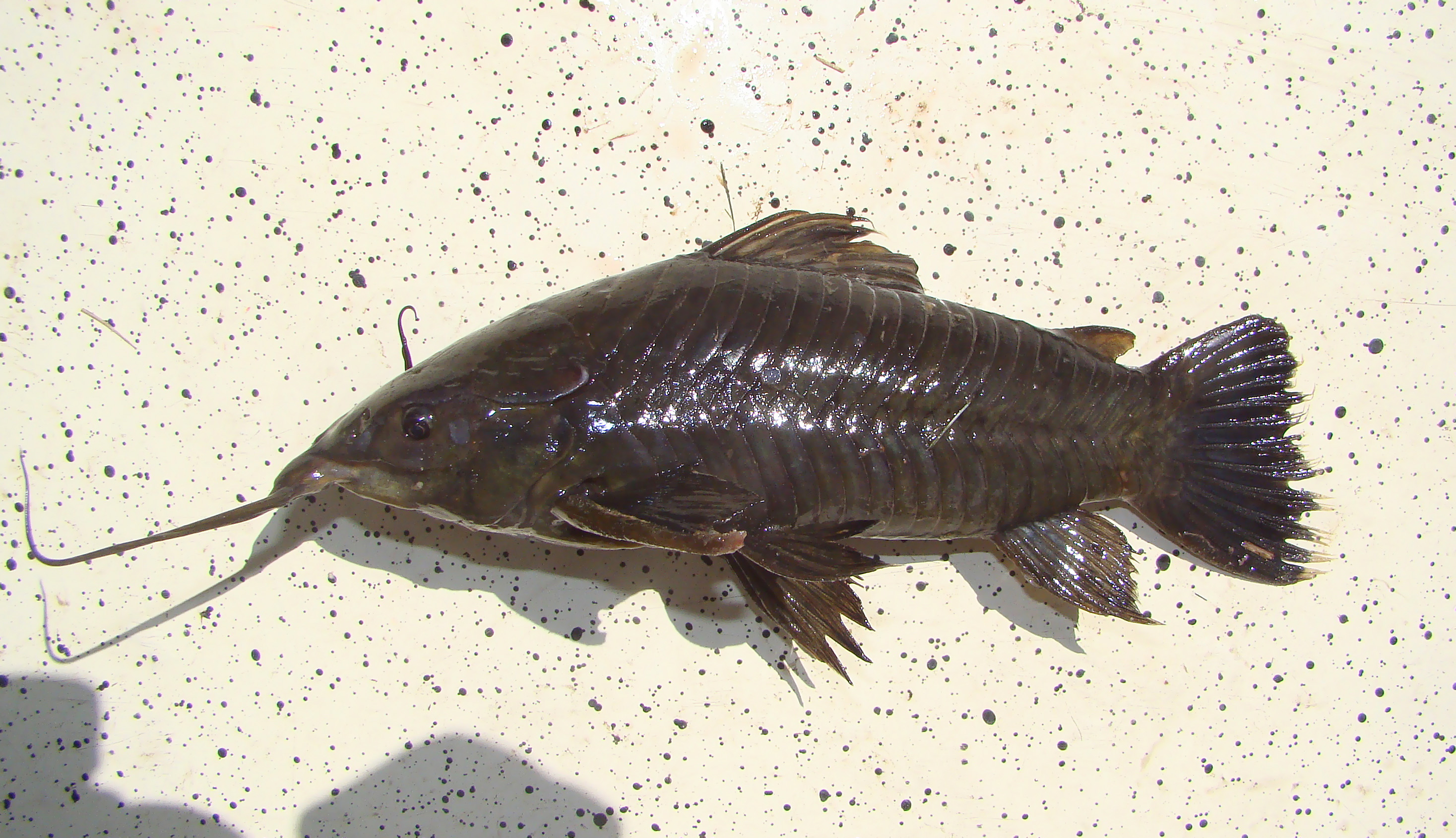
Cascarudo (Hoplosternum littorale), en el río Paraná, Argentina.

## Taxonomía
Este género fue descrito originalmente en el año 1858, por Theodore Gill. La especie tipo de este género es Callichthys laevigatus Valenciennes, 1834 (= Hoplosternum littorale).

### Especies
Este género se subdivide en 3 especies:
- Hoplosternum littorale (Hancock, 1828)
- Hoplosternum magdalenae C. H. Eigenmann, 1913
- Hoplosternum punctatum Meek & Hildebrand, 1916

### Etimología
La etimología de su denominación científica es la siguiente:
El nombre científico Hoplosternum deriva de dos palabras en griego: hoplon, que significa ‘arma’, y sternon  que significa ‘esternón’, es decir:  ‘esternón armado’.  

## Distribución
El género Hoplosternum se distribuye en todo el centro y norte de América del Sur al este de la cordillera de los Andes, llegando por el sur hasta el norte de la provincia de Buenos Aires, en el centro-este de la Argentina. Su geonemia incluye las cuencas de los ríos Amazonas y Orinoco, las cuencas costeras de las Guayanas, la isla Trinidad en el mar Caribe, la cuenca del río São Francisco, la cuenca del Plata, todo el río Paraguay, el río Paraná, y los cursos fluviales de la costa este del Brasil. La especie también se ha naturalizado en Florida, Estados Unidos.
H. littorale es la más extendida de todas las especies de Callichthyidae, cubriendo desde el mar Caribe hasta el centro de la Argentina.  H. magdalenae  se encuentra en la cuenca del lago de Maracaibo, Venezuela, y en las cuencas de los ríos Magdalena y Sinú en Colombia. Finalmente H. punctatum sólo está presente en la cuenca del río Atrato en Colombia, y en las cuencas de los ríos del Pacífico de Panamá.

## Costumbres
Alimentación
Durante la temporada de lluvias, los adultos consumen una gran cantidad de quironómidos asociados con el detritus. Durante la estación seca, se alimentan principalmente de insectos, micro crustáceos, dípteros acuáticos, y detritus. Absorben una gran cantidad de bacterias anaeróbicas del sustrato. 
Ecología
Hoplosternum se encuentra normalmente en grandes cardúmenes en los fondos fangosos de ríos lentos, arroyos, canales de drenaje, y áreas pantanosas. En el agua con bajo contenido de oxígeno, los peces son capaces de utilizar el oxígeno atmosférico mediante la ingestión de una bocanada de aire en la superficie del agua y que posteriormente pasa al intestino. Las paredes del intestino se alinean con pequeños vasos sanguíneos en el que el oxígeno del aire puede pasar, de forma similar a la función de los verdaderos pulmones. Los gases restantes son liberados a través del ano. Cuando hay una sequía severa, esta capacidad particular de respiración le permite atravesar tramos cortos “caminando” sobre la tierra en busca de un nuevo biotopo. También es capaz de hacer sonidos, ambos gruñidos y chillidos.
Reproducción
La reproducción ocurre por primera vez al cumplir un año de vida.
Los machos reproductivos tienen una muy desarrollada espina en la aleta pectoral, como ocurre en Megalechis.
Hoplosternum construye un complejo nido con partes de plantas, materiales del fondo, y burbujas que forma con aire y una secreción de su boca. El macho forma una masa de burbujas de unos 20 cm de diámetro y 10 cm de alto. Durante la época de la construcción, la hembra es activamente expulsada o ignorada, pero cuando la construcción del nido está completada, el macho la acepta. Los huevos (hasta varios cientos) son depositados en el nido y el macho o la pareja activamente lo protegen durante un mes, hasta que las crías salen del nido con un tamaño de 2,5 cm.